# FIBA Amerika
 FIBA Amerika  (spanisch offiziell FIBA Americas) ist eine Zone des Weltbasketballverbandes FIBA, zu der 49 Nationalmannschaften gehören. Die FIBA Amerika wurde 1975 gegründet und hat ihren Sitz in San Juan.

## Nationalmannschaften

### Nordamerika
| - Vereinigte Staaten | - Kanada |

### Zentralamerika
| - Belize - Costa Rica - El Salvador - Guatemala | - Honduras - Mexiko - Nicaragua - Panama |

### Südamerika
| - Argentinien - Bolivien - Brasilien - Chile - Ecuador | - Kolumbien - Paraguay - Peru - Uruguay - Venezuela |

### Karibik
| - Amerikanische Jungferninseln - Antigua und Barbuda - Aruba - Bahamas - Barbados - Bermuda - Britische Jungferninseln - Dominica - Dominikanische Republik - Grenada - Guyana - Haiti | - Jamaika - Kaimaninseln - Kuba - Montserrat - Niederländische Antillen - Puerto Rico - St. Kitts und Nevis - St. Lucia - St. Vincent und die Grenadinen - Suriname - Trinidad und Tobago - Turks- und Caicosinseln |

## Die zehn in der Weltrangliste bestplatzierten Mannschaften
→ Siehe auch: FIBA-Weltrangliste

### Herren
| Rang | Mannschaft              | Punkte |
| ---- | ----------------------- | ------ |
| 1    | Vereinigte Staaten1     | 940    |
| 3    | Argentinien             | 490    |
| 10   | Brasilien               | 222    |
| 17   | Puerto Rico             | 115    |
| 24   | MexikoM                 | 59,2   |
| 25   | Kanada                  | 49     |
| 26   | Dominikanische Republik | 47,2   |
| 27   | Uruguay                 | 40     |
| 28   | Venezuela               | 36,2   |
| 31   | Panama                  | 30,6   |

(Stand: 20. Oktober 2013)

### Damen
| Rang | Mannschaft          | Punkte |
| ---- | ------------------- | ------ |
| 1    | Vereinigte Staaten1 | 940    |
| 7    | Brasilien           | 343    |
| 9    | Kanada              | 226.2  |
| 12   | Argentinien         | 162,2  |
| 14   | KubaM               | 136    |
| 26   | Chile               | 38,4   |
| 27   | Puerto Rico         | 34,4   |
| 30   | Jamaika             | 27,2   |
| 30   | Mexiko              | 27,2   |
| 35   | Venezuela           | 18,4   |

M Momentaner Meister der Zone
1Auswahlteams waren bereits als Titelverteidiger für Weltmeisterschaft 2014 qualifiziert und nahmen nicht an den Basketball-Amerikameisterschaften teil.
(Stand: 5. November 2013)

## Wettbewerbe

### Für Nationalmannschaften
- Basketball-Amerikameisterschaft
- Basketball-Amerikameisterschaft der Frauen

### Für Vereine
Herren:
- National Basketball Association (nicht von der FIBA organisiert)
- FIBA Americas League
- Liga Sudamericana (nicht von der FIBA organisiert)
- Campeonato Sudamericano de Clubes (nicht von der FIBA organisiert)

Damen:
- Women’s National Basketball Association (nicht von der FIBA organisiert)

## Liste der FIBA-Americas-Board-Mitglieder

### Board 2023 bis 2027 (The FIBA Americas Zone Assembly 2023–2027)
| Funktion                 | Name                   | Land                           | Zone         | ggf. Subzone | Photo | Beleg       |
| ------------------------ | ---------------------- | ------------------------------ | ------------ | ------------ | ----- | ----------- |
| Präsident                | Fabian Borro           | Argentinien                    | CONSUBASQUET |              |       | [ 1 ] [ 2 ] |
| Vizepräsident            | Patrick Haynes         | Guyana                         | CBC          |              |       | [ 3 ]       |
| Vizepräsident            | Jim Tooley             | USA                            | North Area   |              |       | [ 3 ]       |
| Vizepräsident            | Ricardo Vairo          | Uruguay                        | CONSUBASQUET |              |       | [ 3 ]       |
| Mitglied                 | Irán Arcos             | Chile                          | CONSUBASQUET |              |       | [ 3 ]       |
| Mitglied                 | Kim Bohuny             | USA                            | North Area   |              |       | [ 3 ]       |
| Mitglied                 | Michael Bartlett       | Kanada                         | North Area   |              |       | [ 3 ]       |
| Mitglied                 | Hanthony Coello        | Venezuela                      | CONSUBASQUET |              |       | [ 3 ]       |
| Mitglied                 | Sabrina Marie Mitchell | St. Vincent und die Grenadinen | CBC          |              |       | [ 3 ]       |
| Mitglied                 | Modesto Robledo        | Mexiko                         | COCABA       |              |       | [ 3 ]       |
| Mitglied                 | Marcelo Souza          | Brasilien                      | CONSUBASQUET |              |       | [ 3 ]       |
| Mitglied                 | Andrea Travelstead     | USA                            | North Area   |              |       | [ 3 ]       |
| Mitglied                 | Rafael Uribe           | Dominikanische Republik        | CBC          |              |       | [ 3 ]       |
| Schatzmeister            | Usie Richards          | Jungferninseln                 | CBC          |              |       | [ 3 ]       |
| Ex-officio               | Carol Callan           | USA                            | North Area   |              |       | [ 3 ]       |
| Ex-officio               | Richard L. Carrión     | Puerto Rico                    | CBC          |              |       | [ 3 ]       |
| Ex-officio               | Yamil Bukele           | El Salvador                    | COCABA       |              |       | [ 3 ]       |
| Ex-officio               | Mark Tatum             | USA                            | North Area   |              |       | [ 3 ]       |
| Exekutivdirektor America | Carlos Alves           | Brasilien                      | CONSUBASQUET |              |       | [ 1 ] [ 2 ] |
| Member at Large          | Yukon E. Ramos Perales | Puerto Rico                    | CBC          |              |       | [ 3 ]       |

### Board 2019 bis 2023 (The FIBA Americas Zone Assembly 2019–2023)
| Funktion                 | Name                 | Land                    | Zone         | ggf. Subzone | Photo | Beleg       |
| ------------------------ | -------------------- | ----------------------- | ------------ | ------------ | ----- | ----------- |
| Präsidentin              | Carol Callan         | USA                     | North Area   |              |       | [ 4 ]       |
| 1. Vizepräsident         | Marcelo Bedoya       | Paraguay                | CONSUBASQUET |              |       | [ 4 ]       |
| 2. Vizepräsident         | Yamil Bukele         | El Salvador             | COCABA       |              |       | [ 4 ]       |
| 3. Vizepräsident         | Michele O’Keefe      | Kanada                  | North Area   |              |       | [ 4 ]       |
| Exekutivdirektor America | Carlos Alves         | Brasilien               | CONSUBASQUET |              |       | [ 4 ]       |
| Schatzmeister            | Usie Richards        | Jungferninseln          | CBC          |              |       | [ 4 ]       |
| Mitglied                 | Glen Grunwald        | Kanada                  | North Area   |              |       | [ 4 ] [ 5 ] |
| Mitglied                 | Kim Bohuny           | USA                     | North Area   |              |       | [ 4 ]       |
| Mitglied                 | Jim Tooley           | USA                     | North Area   |              |       | [ 4 ]       |
| Mitglied                 | Glyne Clark          | Barbados                | CBC          |              |       | [ 4 ]       |
| Mitglied                 | Modesto Robledo      | Mexiko                  | COCABA       |              |       | [ 4 ]       |
| Mitglied                 | Rafael Uribe         | Dominikanische Republik | CBC          |              |       | [ 4 ]       |
| Mitglied                 | Jorge Armando Garcia | Kolumbien               | CONSUBASQUET |              |       | [ 4 ]       |
| Mitglied                 | Carlos Fontenelle    | Brasilien               | CONSUBASQUET |              |       | [ 4 ]       |
| Mitglied                 | Jose Arevalo         | Ecuador                 | CONSUBASQUET |              |       | [ 4 ]       |